# Karl-Lennart Klehm
Karl-Lennart Klehm (* 25. Juli 2003) ist ein deutscher Volleyballspieler.

## Karriere
Klehm begann seine Karriere 2013 beim VC Dresden. Für seine sportliche Karriere wechselte er vom Martin-Andersen-Nexö-Gymnasium zum Sportgymnasium Dresden. Im Verein ging er durch alle Nachwuchsmannschaften und Ligen. Als 16-Jähriger kam er erstmals in der dritten Liga zum Einsatz. In den Saisons 2020/21 und 2021/22 war er mit dem VC Dresden in der Zweiten Liga Süd aktiv. In der Saison 2022/23 spielte der Mittelblocker mit der Nachwuchsmannschaft VC Olympia Berlin in der ersten Liga. Für die letzten Wochen der Saison kehrte er vorübergehend nach Dresden zurück. 2023/24 absolvierte Klehm ein Auslandssemester an der University of Charleston. Danach wechselte er 2024 zum Bundesligisten FT 1844 Freiburg.